# باسل عطا الله
باسل عبد الله حسني عطا الله ( 8 مارس 1976 -) ممثل ومخرج وموزع موسیقي، فلسطيني من مواليد مدينة نابلس.

## السيرة الذاتية
ولد الفنان باسل عبد الله حسني عطا الله 8 مارس 1976لعائلة لجأت من مدينة يافا بعد أن احتلها الصهاينة عام 1948 وتقيم في مدینة نابلس .
ھو في الأصل ملحن وموزع موسیقي. يعمل ممثلا ومخرجا تلفزیونيا، أنتج عدة أعمال فنیة عرضت على مستوى فلسطیني و عربي.

## أعماله
- بدون إخراج (مسلسل)، الجزء الخامس، 2020 - بدور أبو سليم
- قداحة (مسلسل)، 2019 - بدور أبو العريف
- مقلوبة (مسلسل)، 2019 -
- مسلسل الحلقة الأخيرة 2021
- بدون اخراج (مسلسل)، الجزء الرابع، 2018 - أبو سليم أبو حديد
- بدون اخراج (مسلسل)، الجزء الثالث، 2017 - بدور أبو سليم
- بدون اخراج (مسلسل)، الجزء الثاني، 2016 - بدور أبو سليم
- بدون اخراج (مسلسل)، الجزء الأول، 2015 - أبو سليم
- ع بياض (مسلسل)، 2014 -
- حلها عاد (مسلسل)، 2013 - بدور أبو سليم، أبو حديد، عماد
- ايقاعات (مسلسل)،2011 - أبو سليم
- برد الصيف (مسلسل)، 2010 - أبو العريف
- عكسي مكسى (مسلسل)، 2010 -
- لهون حلو (مسلسل)، 2004 - (أبو فهد)
- براويز (مسلسل)،2001 - أبو العريف

## وصلات خارجية
- لقطات من مسلسل «الحلقة الأخيرة» (2021) على موقع يوتيوب